# シャドウ・DN11
シャドウ・DN11 (Shadow DN11) は、シャドウ・レーシング・カーズが1980年のF1世界選手権に投入したフォーミュラ1カー。DN11は出走6戦の内1回だけ予選を通過したが、ポイントを獲得することはできなかった。

## 背景
1971年にドン・ニコルズによって創設されたシャドウは1973年にF1世界選手権に参戦した。参戦初年度、シャドウのマシンは何度か表彰台を獲得した。1977年にオーストリアグランプリでアラン・ジョーンズがチームに初の勝利をもたらした。シーズン終了後、トニー・サウスゲートを含む数名のスタッフとメインスポンサーが離脱し、アロウズを設立した。シャドウのドライバーは1978年シーズンは6回、1979年シーズンは4回予選落ちした。1979年シーズンはエリオ・デ・アンジェリスがアメリカグランプリで4位に入ったのが唯一のポイント獲得であった。
1980年、ドン・ニコルズは新型のDN11で失地回復を試みた。しかしながらマシンはデビュー間もなく戦闘力が不足していることが判明し、改良型を製作しなければならなくなった。だがチームはそれを完了させる前に破産の危機に瀕する。ニコルズは5月にイギリス人実業家のテディ・イップにチームを売却する。イップは自身のレーシングチームを所有し、同時にエンサインのスポンサーを務めていた。イップは6月にシャドウ・チームに加わり、自身のチームと統合、新たなチームはセオドール・レーシングの名でシャドウの器材を用いて1981年にF1に参戦した。

## 開発
DN11は、トニー・サウスゲートによって1978年に設計され、79年に改良されたDN9Bの代わりとして投入された。DN11の製作は非常に簡単に行われた。チームは予算が無く、開発も殆ど行うことができなかった。
シャドウ・DN11はジョン・ジェントリーが設計した。ジェントリーはマシンの完成前、1979年末にチームを離脱し、仕上げなどの多くの細かな作業はリチャード・オーウェンとヴィック・モリスが引き継いだ。
リアサスペンションはDN9Bとよく似た構造であったが、フロントサスペンションは新たに設計された。ボディ形状も同様に再設計された。サイドポンツーンは長く、後方に向かって上昇ラインを描いていた。ラジエターはサイドポンツーンの前方に設置された。モノコックは低く直線的であった。マシンはエンジンカバー無しで製作された。DN11の一番の特徴は尖ったノーズコーンであった。エンジンはコスワースDFV、8気筒を搭載した。ギアボックスはヒューランド製5速が採用された。
DN11は3台が製作された。最初の車、DN11/1は一度しか使用されなかった。

## レース戦績
シャドウは1980年シーズン、アイルランド人ドライバーのデビット・ケネディとスウェーデン人ドライバーのステファン・ヨハンソンを起用した。両名ともF1での経験は無く、シャドウでデビューを果たした。第3戦からヨハンソンに代わってジェフ・リースが起用された。
ヨハンソンは開幕戦から2戦連続で予選落ちした。後任のリースは予選を通過し、決勝は13位でフィニッシュした。続くアメリカでは予選落ちし、第5戦ベルギーで彼は新型のDN12を走らせた。
ケネディは開幕から6戦連続で予選落ちした。第7戦フランスから彼も新型のDN12を走らせた。
個々のシャシーは以下のように使用された：
| グランプリ   | Shadow DN11/1  | Shadow DN11/2        | Shadow DN11/3          |
| ------------ | -------------- | -------------------- | ---------------------- |
| アルゼンチン |                | デヴィッド・ケネディ | ステファン・ヨハンソン |
| ブラジル     |                | デヴィッド・ケネディ | ステファン・ヨハンソン |
| 南アフリカ   |                | ジェフ・リース       | デヴィッド・ケネディ   |
| アメリカ西   | ジェフ・リース |                      | デヴィッド・ケネディ   |
| ベルギー     |                |                      | デヴィッド・ケネディ   |
| モナコ       |                |                      | デヴィッド・ケネディ   |

## F1における全成績
(key) （太字はポールポジション）
| ARG    | BRA      | RSA                    | USW | BEL | MON | FRA | GBR | GER | AUT | NED | ITA | CAN | USA | 0 | - |  |  |  |  |
| 1980年 | シャドウ |                        |     |     |     |     |     |     |     |     |     |     |     | 0 | - |  |  |  |  |
| 1980年 | シャドウ | ステファン・ヨハンソン | 17  | DNQ | DNQ |     |     |     |     |     |     |     |     | 0 | - |  |  |  |  |
| 1980年 | シャドウ | ジェフ・リース         | 17  |     |     | 13  | DNQ |     |     |     |     |     |     | 0 | - |  |  |  |  |
| 1980年 | シャドウ | デヴィッド・ケネディ   | 18  | DNQ | DNQ | DNQ | DNQ | DNQ | DNQ |     |     |     |     | 0 | - |  |  |  |  |

## 参照
1. ↑  Hodges: A - Z of Grand Prix Cars. 2001, S. 210.
2. ↑  Menard: La Grande Encyclopedie de la Formule 1. 2000, S. 502.
3. ↑  Zum Ganzen: Hodges: Rennwagen von A - Z nach 1945. 1994, S. 233.
4. ↑  リースは1978年にマリオ・デリオッティ・レーシングからデビューしたが、予選通過できなかった。1979年に彼はジャン＝ピエール・ジャリエの代役としてティレルからドイツグランプリに出場、チームメイトのディディエ・ピローニを抑えて7位となった。